# As Mineirinhas
As Mineirinhas, Sandra e Valéria, é uma dupla sertaneja do Brasil que foi formada de 1980 a 1990 pelas então cantoras e compositoras Sandra de Oliveira e Valéria Barros (ambas são primas).
Seus maiores sucessos são "Cartas na Mesa", "Assim Você Vai Me Perder" e "Briga Com Ela", uma versão em português de "Rebel In Me", do cantor Jimmy Cliff. Além dessas, destacam-se também "Abra o Coração", "Tem Que Me Amar" e "Só Quero Te Dizer".
As Mineirinhas, desde 2006, é formada por outras integrantes que também se chamam Sandra e Andreia: Andreia Prado e sua sobrinha Rafaela Prado. Seus maiores sucessos são: Porque Brigamos (versão Rossini Pinto), Eu quero amar de novo (versão Wilson Viturino) com uma extensa discografia.
Valéria Barros agora está em carreira solo e Sandra Oliveira voltou a cantar em nova dupla: Sandra e Sandra, com a parceira Sandra Novaes.

## Formações
- Sandra & Valéria
- Sandra e Andreia
- Sandra e Sandra Novaes

## Discografia
- 1982 - Menina Apaixonada
- 1985 - Totalmente Apaixonada
- 1988 - As Mineirinhas
- 1991 - Sandra & Valéria (As Mineirinhas)
- 1994 - As Mineirinhas
- 1996 - As Mineirinhas
- 1997 - As Mineirinhas
- 1999 - As Mineirinhas
- 2001 - As Mineirinhas
- 2005 - As Mineirinhas
- 2010 - Romântico[4]